# Уэст, Того
Того Деннис Уэст-младший (англ. Togo Dennis West Jr.; 21 июня 1942 — 8 марта 2018) — американский юрист и государственный служащий. С 1998 по 2000 год он занимал должность министра по делам ветеранов.

## Биография
Окончил Говардский университет (1965), получил степень доктора права (1968).
Уэст был помощником заместителя генерального прокурора (1975—1977).
Главный юрисконсульт ВМС (1977—1979), главный юрисконсульт Министерства обороны (1980—1981).
Работал министром армии с 1993 по 1998 год при президенте Билле Клинтоне.
В 2004—2006 годах — президент Объединенного центра политических и экономических исследований.